# ليوناردو غونسالفيس سيلفا
ليوناردو غونسالفيس سيلفا (بالبرتغالية: Leonardo Gonçalves Silva‏) (26 أكتوبر 1982 في البرازيل - ) هو لاعب كرة قدم برازيلي في مركز الهجوم. لعب مع أتلتيكو مينييرو ونادي أفاي لكرة القدم ونادي بارانا ونادي بونتي بريتا ونادي سبورت ريسيفه ونادي غوانغجو آر أند إف ونادي فاسكو دا غاما ونادي فلامنغو ونادي فيتوريا ونادي كريسيوما ونادي كوريتيبا.

## وصلات خارجية
- ليوناردو غونسالفيس سيلفا على موقع قاعدة بيانات كرة القدم.إي يو (الإنجليزية)
- ليوناردو غونسالفيس سيلفا على موقع Soccerway.com (الإنجليزية)
- ليوناردو غونسالفيس سيلفا على موقع عالم كرة القدم.نت (الإنجليزية)